# Rocío García Gaytán
María del Rocío García Gaytán (Guadalajara, 21 de octubre de 1959-Ciudad de México, 3 de abril de 2015), más conocida como Rocío García Gaytán, fue Presidenta del Instituto Nacional de las Mujeres (Inmujeres) en la administración de Felipe Calderón. Anteriormente fue Presidenta del Instituto Jalisciense de las Mujeres, diputada federal y diputada en el Congreso del Estado de Jalisco.

## Trayectoria política
De 1998 a 2001 fue diputada en el Congreso del Estado de Jalisco donde impulsó la creación de la Comisión de Equidad y Género. De 2000 a 2003, fue diputada federal por representación proporcional en la LVIII Legislatura del Congreso de la Unión por el Partido Acción Nacional (PAN). En dicho cargo participó en la aprobación de leyes sobre el respeto de los derechos humanos de las mujeres y en la aprobación a las modificaciones del Código Federal de Instituciones y Procedimientos Electorales (COFIPE) que contribuyó al avance de la paridad entre mujeres y hombres en la política.
De 2002 a 2007 fue Presidenta del Instituto Jalisciense de las Mujeres. Durante este período fue responsable de la implementación del Programa Estatal para la Igualdad entre Mujeres y Hombres 2002-2007, impulsó la sensibilización y capacitación al Poder Judicial y los partidos políticos a nivel estatal y formó parte de la delegación mexicana que sustentó el Quinto Informe Periódico de México ante del Comité de la Convención sobre la Eliminación de Todas las Formas de Discriminación contra la Mujer (CEDAW).
Durante su gestión en el Inmujeres (2007 a 2012) tuvo a su cargo la publicación y ejecución del Programa Nacional para la Igualdad entre Mujeres y Hombres (Proigualdad) 2008-2012 y fue Presidenta del Comité Directivo de la Comisión Interamericana de Mujeres (CIM) de la Organización de Estados Americanos (OEA) para el periodo 2010-2012.

## Reconocimientos
Tras su muerte en abril de 2015, Rocío García Gaytán recibió diversos reconocimientos por su trayectoria, tanto por parte de las instituciones en las que trabajó, como por parte de otras feministas, tal como es el caso de Marta Lamas, quien alabó su trabajo a favor de las mujeres.